# Leopold Fejér

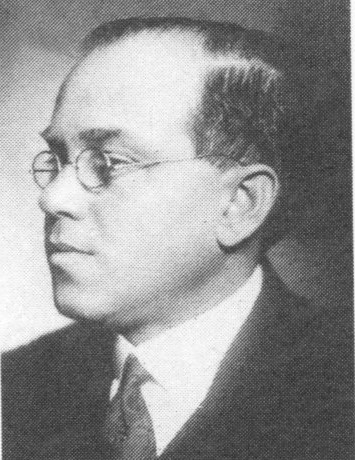
Leopold Fejér

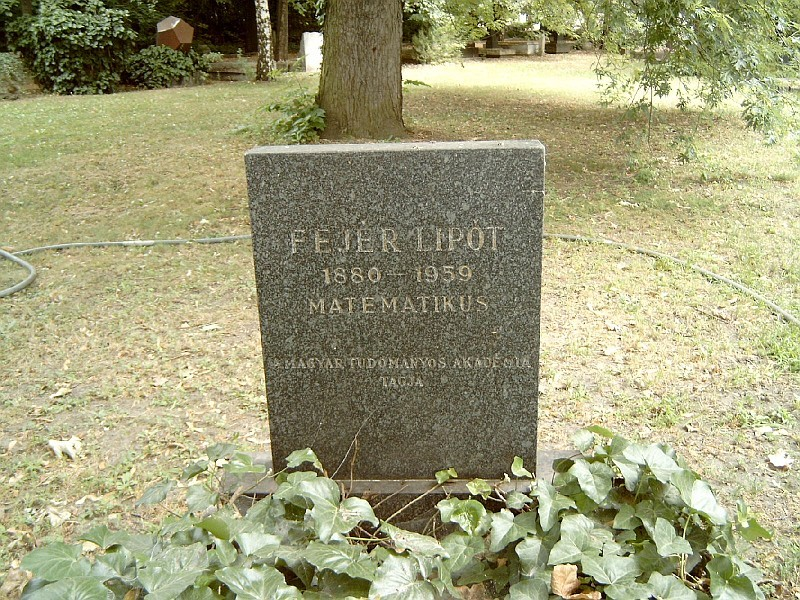
Grabmal auf dem Kerepesi temető

Leopold Fejér (ungarisch Fejér Lipót; * 9. Februar 1880 in Pécs als Leopold Weiss; † 15. Oktober 1959 in Budapest) war ein ungarischer Mathematiker, der sich mit Analysis befasste.

## Leben
Leopold Weiss nahm um 1900 im Zuge der Magyarisierung der ungarischen Juden während seines Berlin-Aufenthalts den Namen Fejér an. Fejér studierte ab 1897 Mathematik und Physik in Budapest (als Schüler von Julius König, József Kürschák, Manó Beke, Loránd Eötvös) und Berlin (1899/1900), wo er ein Schüler von Hermann Amandus Schwarz, Lazarus Fuchs und Georg Frobenius war. In Berlin schloss er auch Freundschaft mit Erhard Schmidt, Issai Schur, Edmund Landau, Constantin Carathéodory. Er wurde 1902 an der Loránd-Eötvös-Universität promoviert (mit einer von Schwarz betreuten Dissertation). 1905 wurde er Professor in Kolozsvár (was teilweise der Anerkennung von Henri Poincaré zu verdanken war, die er anlässlich eines Budapest-Besuchs zum Erhalt des Bolyai-Preises ausdrückte) trotz Widerständen, die damals gegen jüdische Fakultätsmitglieder bestanden. Im Winter 1902/03 war er in Göttingen, wo er Vorlesungen von David Hilbert und Hermann Minkowski besuchte, und im Sommer 1903 in Paris, wo er Émile Picard und Jacques Hadamard hörte. Von 1911 bis zu seinem Tode hatte er dann einen Lehrstuhl für Mathematik an der Loránd-Eötvös-Universität Budapest inne. Die Ereignisse des Ersten Weltkriegs, während dessen er schwer erkrankte, und das Horthy-Regime danach belasteten ihn schwer, ebenso wie gegen Ende seines Lebens die Ereignisse des Zweiten Weltkriegs in Budapest, die ihn wegen seiner jüdischen Herkunft 1944 zum Rücktritt zwangen. Seine geistigen Fähigkeiten ließen rasch nach und er starb 1959 in einem Hospital an einem Schlaganfall.
Sein Forschungsschwerpunkt war die Harmonische Analysis und das Gebiet der Fourierreihen. Nach ihm benannt ist der Satz von Fejér, der von großer Bedeutung in der Theorie der Fourierreihen ist und damals deren Reputation in den Augen der Mathematiker trotz ihres teilweise pathologischen Verhaltens (mit ihnen ließen sich unter anderem stetige, nirgendwo differenzierbare Funktionen konstruieren) verbesserte. Der Satz entstand aus seiner Dissertation. Er befasste sich auch mit Potenzreihen, Potentialtheorie, Approximationstheorie, konformen Abbildungen.
Fejér erhielt 1948 den Kossuth-Preis. 1912 war er Vizepräsident des Internationalen Mathematikerkongresses in Cambridge und 1911 wurde er Mitglied der Ungarischen Akademie der Wissenschaften. Er war Mitglied der Göttinger Akademie der Wissenschaften (1917), der Bayerischen Akademie der Wissenschaften (1954) und der Polnischen Akademie der Wissenschaften (1957). Er war Ehrendoktor der Brown University und der Lorand Eötvös Universität. Er war Mitherausgeber der Mathematischen Zeitschrift und der Rendiconti del Circolo matematico di Palermo.
Fejer war ein guter Pianist.